# العلاقات الأرمينية الغينية
العلاقات الأرمينية الغينية هي العلاقات الثنائية التي تجمع بين أرمينيا وغينيا.

## مقارنة بين البلدين
هذه مقارنة عامة ومرجعية للدولتين:
| وجه المقارنة                                              | أرمينيا                    | غينيا       |
| --------------------------------------------------------- | -------------------------- | ----------- |
| المساحة (كم2)                                             | 29.74 ألف                  | 245.86 ألف  |
| عدد السكان (نسمة)                                         | 2.93 مليون                 | 12.72 مليون |
| الكثافة السكانية (ن./كم²)                                 | 98.52                      | 51.74       |
| العاصمة                                                   | يريفان                     | كوناكري     |
| اللغة الرسمية                                             | لغة أرمنية                 | لغة فرنسية  |
| العملة                                                    | درام أرميني                | فرنك غيني   |
| الناتج المحلي الإجمالي (بليون دولار)                      | 11.54 مليار                | 10.50 مليار |
| الناتج المحلي الإجمالي (تعادل القوة الشرائية) بليون دولار | 25.41 مليار                | 15.24 مليار |
| الناتج المحلي الإجمالي الاسمي للفرد دولار أمريكي          | 3.49 ألف                   | 531         |
| الناتج المحلي الإجمالي للفرد دولار أمريكي                 | 8.07 ألف                   | 1.22 ألف    |
| مؤشر التنمية البشرية                                      | 0.743                      | 0.411       |
| رمز المكالمات الدولي                                      | +374                       | +224        |
| رمز الإنترنت                                              | .am، .հայ ‏                 | .gn         |
| المنطقة الزمنية                                           | ت ع م+04:00، توقيت أرمينيا | 00          |

## منظمات دولية مشتركة
يشترك البلدان في عضوية مجموعة من المنظمات الدولية، منها:
| علم المنظمة | اسم المنظمة                               | تاريخ انضمام أرمينيا | تاريخ انضمام غينيا |
| ----------- | ----------------------------------------- | -------------------- | ------------------ |
|             | مؤسسة التنمية الدولية                     | 25 أغسطس 1993        | 26 سبتمبر 1969     |
|             | يونسكو                                    | 9 يونيو 1992         | 2 فبراير 1960      |
|             | وكالة ضمان الاستثمار متعدد الأطراف        | 5 ديسمبر 1995        | 5 أكتوبر 1995      |
|             | الأمم المتحدة                             | 2 مارس 1992          | 12 ديسمبر 1958     |
|             | الفريق المعني برصد الأرض                  | ?                    | ?                  |
|             | الاتحاد البريدي العالمي                   | ?                    | ?                  |
|             | البنك الدولي للإنشاء والتعمير             | 16 سبتمبر 1992       | 28 سبتمبر 1963     |
|             | منظمة حظر الأسلحة الكيميائية              | ?                    | ?                  |
|             | مؤسسة التمويل الدولية                     | 18 أبريل 1995        | 22 أكتوبر 1982     |
|             | المركز الدولي لتسوية المنازعات الاستشارية | 16 أكتوبر 1992       | 4 ديسمبر 1968      |
|             | منظمة التجارة العالمية                    | 5 فبراير 2003        | 25 أكتوبر 1995     |
|             | منظمة الشرطة الجنائية الدولية             | ?                    | ?                  |

## وصلات خارجية
- موقع وزارة الخارجية الأرمينية